# Brauerei Fohrenburg
Die Brauerei Fohrenburg GmbH & Co KG ist eine Bierbrauerei in Bludenz. Im September 2022 wurde das Fohrenburger Jubiläum in München beim European Beer Star Award mit Gold ausgezeichnet.
Nachdem die zum Heineken-Konzern gehörende Brau Union Österreich AG bereits seit mehreren Jahren 11 % der Anteile hielt, gehört die Brauerei seit Mitte November 2019 mehrheitlich (zu 74 %) und seit August 2025 nahezu vollständig (99 %) der Brau Union AG.

## Geschichte
1880 errichtete der damals 38-jährige Ferdinand Gasser eine Brauerei in Bludenz zur Versorgung der Arbeiter am Bau der Arlbergbahn. Gemeinsam mit elf weiteren Gesellschaftern erwarb er die Gastwirtschaft „Fohrenburg“ sowie die dazugehörende Heilquelle Bad Fohrenburg in Hinterplärsch.

Die Gründung der „Bierbrauerei Fohrenburg F. Gassner & Comp.“ erfolgte in einer Zeit, in der die Produktion durch den Einsatz von Maschinenkraft revolutioniert wurde. So wurden in dieser Zeit die Dampfkraft in der Brauerei eingeführt, oder auch mechanische Maisch- und Läuterapparate. Dies führte zu einer bedeutenden Verbesserung der Produkte einerseits und auch zu einer Verringerung der Erzeugungskosten andererseits. Viele kleine, vor allem ländliche Brauereien waren diesem Fortschritt nicht gewachsen und wurden von den neuen leistungsfähigeren Brauereien verdrängt. Bei der Brauerei Fohrenburg wurde gleich nach Gründung ein Dampfsudwerk der Firma „Noback und Fritze“ aus Prag angekauft und aufgestellt. Im Februar 1881 wurde das erste Biergebräu gebraut. Im selben Jahr wurde das erste Mal Bier ausgeschenkt, deshalb gilt 1881 als das Gründungsjahr der Brauerei.
Der erste Braumeister, Josef Buß, war bis 1907 als Braumeister tätig. Ursprünglich wurden 25 Hektoliter Bier täglich produziert – im gesamten ersten Produktionsjahr 8000 Hektoliter. Das ursprüngliche Sudwerk erwies sich noch im ersten Jahr als zu klein. Deshalb kaufte die Brauerei 1882 ein neues Dampfsudwerk von „G. Kuhn“ in Stuttgart. Nach Vergrößerung der Gär- und Lagerkeller konnte die Produktion danach auf das Vierfache angehoben werden. Zur Verwertung der Treber wurden in den ersten Jahren rund 60 Rinder gehalten, darunter Ochsen, zum Transport des Bieres. Die Rinderzucht wurde jedoch noch in den ersten Betriebsjahren eingestellt und die Treber in Folge getrocknet und verkauft.
1884 wurde das erste Flaschenbier abgefüllt und 1887 das Lager um sechs weitere Vorratskeller erweitert. 1895 wurden insgesamt 38.450 hl Bier gebraut, 1904 waren es bereits 41.775 hl. Die immer größer werdende Nachfrage nach Bier und der dadurch stetig wachsende Absatz machten 1897 einen umfassenden Umbau notwendig – so wurden die Lagerkeller abermals erweitert und die Leistungsfähigkeit der Sudanlage mehr als verdoppelt. Es wurde dunkles Bier bayrischer Art und helles Bier nach Pilsener Art gebraut. 1897 wurde die Brauerei in eine Kommanditgesellschaft umgewandelt. Der Gründer, Ferdinand Gasser, führte die Geschäfte bis zu seinem Tod 1926. Der erste Braumeister, Josef Buß ging 1907 in Pension und wurde von Karl Kirstein, zuvor bei der Brauerei Jenbach, abgelöst.

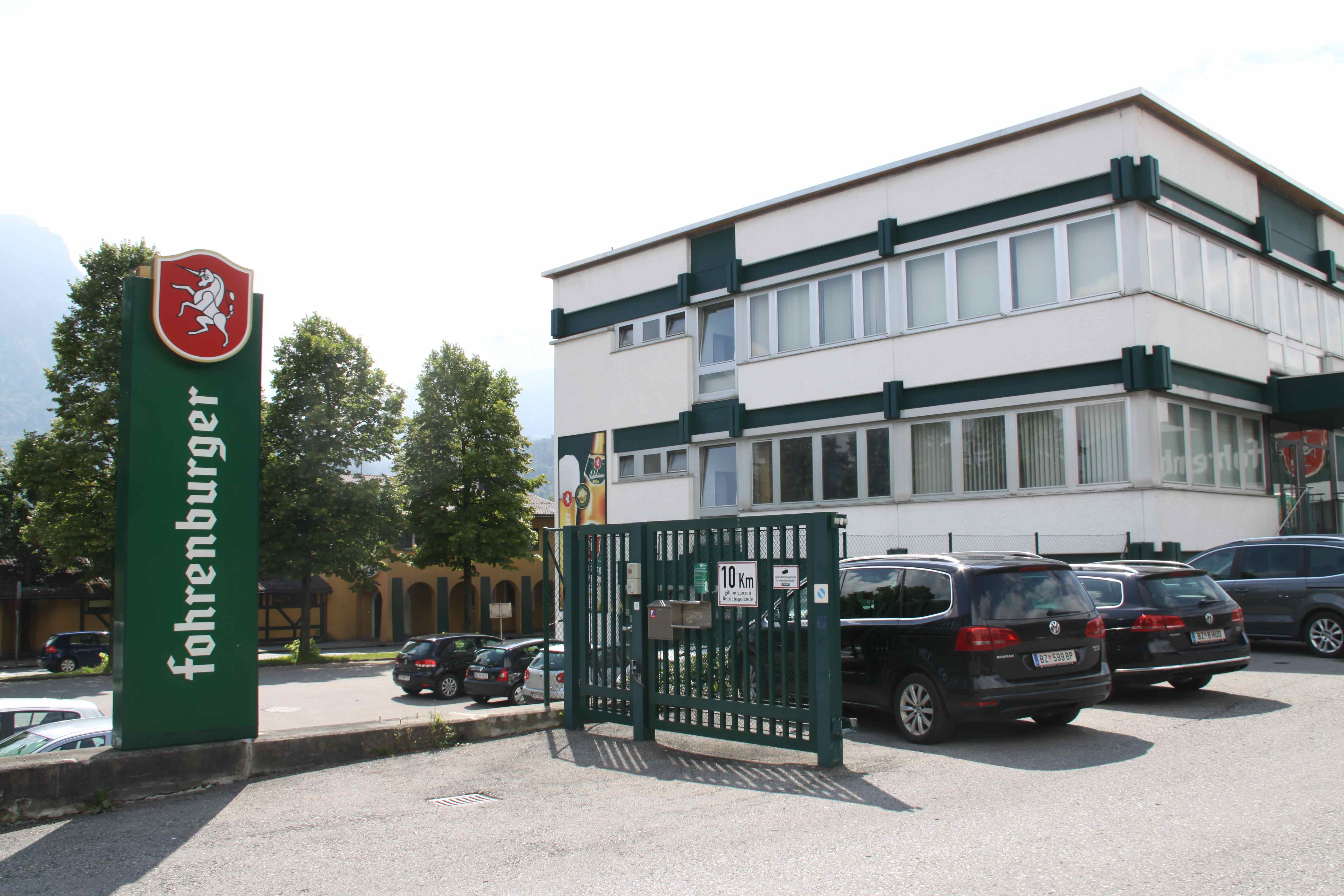
Verwaltungsgebäude der Brauerei Fohrenburg in Bludenz (2014)

1912 erfolgte der nächste Umbau der Fohrenburger Brauerei mit dem Einbau einer neuen Kühlanlage mit Kunsteiserzeugung und maschineller Kühlung der Lagerkeller. 1913 wurde das erste Lastauto für den Bier- und Eistransport erworben.
Bedingt durch das Österreichische Bierkartell erfolgte eine Reduzierung des Brauwesens, so wurden Mitte der 1920er Jahre nur noch ca. 23.000 Hektoliter pro Jahr erzeugt. 1926 wurde ein Depot in Landeck eröffnet.
1938 wurde in Hörbranz bei Bregenz der Gast- und Landwirtschaftsbetrieb Bad Diezlings mit der Limonadenmarke Diezano erworben. Das Produktangebot wurde seitdem durch Fruchtsäfte und Limonaden ergänzt. Nachdem in den 1960ern wieder der bisherige Produktionshöchstwert von 50.000 Hektoliter überschritten wurde, stieg die Menge bis in die 1980er auf ca. 150.000 Hektoliter. Infolgedessen wurden die Anlagen erneut umgebaut.
Seit 1998 bestand eine Kooperation mit Rauch Fruchtsäfte und 2000 wurde die Brauerei schließlich von selbiger erworben. Zu diesem Zeitpunkt betrug die Produktionsmenge 270.000 Hektoliter.
2019 hat die Brauerei in Zusammenarbeit mit Bio Vorarlberg ein Bio-Bier lanciert. Die Braugerste dazu wird regional in Vorarlberg angebaut.

Im November 2019 wurde die Mehrheit (74,40 %) der Anteile vom Fruchtsafthersteller Rauch an die zum Heineken-Konzern gehörende Brau Union Österreich AG verkauft.
Im August 2025 übernahm die Brau Union AG die restlichen Anteile und ist mit insgesamt 99,39 % praktischer Alleineigentümer der Brauerei Fohrenburg.

## Logo
Das Logo der Brauerei Fohrenburg zeigt ein weißes steigendes Einhorn auf rotem Schild.
Das Einhorn ist seit 1929 auch im Wappen der Stadt Bludenz sichtbar und es verkörpert ein uraltes Zeichen ungebändigter Kraft, ausdauernder Stärke sowie jungfräulicher Reinheit. Das Logo der Brauerei mit dem dazugehörenden Schriftzug wurde vom Schrunser Künstler und Heraldiker Konrad Honold (1918–2007) gestaltet.

## Biersorten der Brauerei
- Fohrenburger Jubiläum
- Fohrenburger Stiftle
- Fohrenburger Märzen
- Braumeister Bio-Hofbier
- Braumeister Keller natürtrüb
- Fohrenburger Weizen
- Fohrenburger Weizen alkoholfrei
- Braumeister Weizenbock
- Fohrenburger alkoholfrei
- Braumeister Dunkles
- Fohrenburger Bock
- Fohrenburger Pils
- Fohrenburger N° 1
- Fohrenburger Tradition 1881
- Fohrenburger Oberländer[9]